# 布尔根兰州
布尔根兰州（德語：Burgenland，德語發音：[ˈbʊʁɡn̩lant] ⓘ）是奥地利最东面、最年轻（成立于1921年）和最平（该州以平原为主）的州。东面与匈牙利接壤，西部则分别与本国下奥地利州和施泰尔马克州为邻。在南部的丘陵地带和北方还分别和斯洛文尼亚及斯洛伐克有一小段边界。首府艾森施塔特。

## 历史
在1920年与1921年以前，该州以德意志民族为主体。最早由羅馬帝國控制，之後歷經各朝。在一战以后，经过长时间的斗争和商讨，根据聖日耳曼條約和特里亞農條約，布尔根兰划归奥地利共和国。在匈牙利强烈抗议的压力下，在州首府厄登堡（现匈牙利肖普朗）所属地区又进行了一次全民公决，结果多数支持该地区单独保留在匈牙利之内。（此次公决的公正性受到了一部分人的质疑）其余部分组成奥地利布尔根兰州。

## 经济
布尔根兰州是奥地利最小的州，最著名的是红酒，此地产的红酒令全奥地利乃至全欧洲的人都赞不绝口。布尔根兰州因为地势的原因有很多温泉，是奥地利的疗养胜地，每年都会有很多人慕名而来，奥地利最著名的由百水（Hundertwasser）设计的温泉疗养区Bad Blumau就坐落在布尔根兰洲与施泰亚马克洲交界处。

这个州与匈牙利接壤，大都是一马平川的草原。经济以葡萄种植和葡萄酒酿造, 畜牧业和水果生产为主。
位于奥匈边境的新希德尔湖是欧洲内陆最大的平原湖，占地330平方公里，其中100平方公里在奥地利境内。

## 教育
布尔根兰州有众多的教育机构，一所以著名古典時期音樂家為名的邦立海頓音樂大學（Joseoh-Haydn Privathochschule) 以及一所应用技术大学（Fachhochschule），即布尔根兰应用技术大学（Fachhochschulstudiengänge Burgenland），它成立于1994年，是属于奥地利众多应用技术大学中起步较早的，它也是该州唯一的一所高等学府，共有两处教学点分别在州府艾森施塔特（Eisenstadt）和南布尔根兰重要的城市萍卡菲尔特。教学重点为经济（重点为中—东欧），信息技术与管理，环境与能源管理，保健。其中经济，信息技术与管理教学点设在艾森施塔特。环境与能源管理，保健教学部设在萍卡菲尔特。其中环境与能源管理专业在奥地利很著名。

## 外部連結
- 官方网站
- 布爾根蘭旅行指南 （页面存档备份，存于）